# ABNCoV2
ABNCoV2 er udviklingsnavnet på en af to danske vaccinekandidater mod sygdommen, COVID-19, der fremkaldes af SARS-CoV-2. Den anden udvikles af Statens Serum Institut og er allerede offentlig navngivet CoVAXIX. ABNCoV2 er udviklet på baggrund af lovende forudvikling på Københavns Universitet af et forskerhold ledet af Adam S. Bertelsen. Holdet bag vaccinekandidaten har i flere år udviklet en ny metode til udvikling af vacciner, viden og arbejde som de netop benyttede til at påbegynde udviklingen af denne vaccinekandidat i foråret 2020, udmiddelbart efter at pandemien greb fat i Danmark. Medicinal virksomheden Bavaria har tilsluttet sig udvikling igennem deres danske afdeling Bavarian Nordic, or faciliterer den videre udvikling, test faser og har selv budgetteret 200 millioner danske kroner udover den danske stats og andre fondes økonomiske støtte.
d. 8 marts 2021 offentliggjorde Bavarian Nordic at vaccinekandidaten nu var klar til at indlede de første menneskeforsøg. På dette tidspunkt var der allere flere vacciner færdigudviklede, godkendte og i brug. Forskerholdet bag kandidaten samt Bavarian Nordic arbejder på trods af dette videre, da kandidaten viser meget lovende resultater og det blev på dette tidspunkt blev vurderet at kommende mutationer kunne gøre at ABNCoV2 kunne erstatte vacciner, der muligvis blev gjort ineffektive af mutationerne. De første menneskeforsøg indledes i Nederlandene ved Radhoud Medical Centre med omkring 40 frivillige i et sammenlagt fase 1 og 2 program. Her har et lokalt forskerhold, der har arbejdet med ligne teknologi, nu tilsluttet sig til ABNCoV2 efter deres egen kandidat ikke fremviste tilfredsstillende resultater.
En række universiteter og virksomheder er nu gået sammen i fælles arbejde med Københavns Universitet og Bavarian Nordic under konsortiet PREVENT-nCoV, med yderligere økonomisk støtte fra EUs Horizon 2020 program.

## Forsøgsfase 1 & 2
Mandag d. 9 august 2021 offentliggjorde konsortiet at forsøgsfase 1 er afsluttet med gode og lovende resultater blandt 45 forsøgspersoner. Der forekom ingen alvorlige bivirkninger, og den viser modstandsdygtig mod alle eksisterende COVID-19 mutationer og der blev målt antistof-niveauer op til 12 gange højere end hos dem der uden vaccine har overvundet sygdommen. Fase 2 opstarter umiddelbart herefter i samme måned på to centre i tyskland i august.
I publikationen af resultaterne beretter konsortiet foruden ovenstående, at de indledende resultater viser antistof-niveauer "der er op til 4,1 gange højere end førende mRNA vacciner" (med førende kan det antages at der refereres specifikt til de godkendte vacciner fra Pfizer/Biontech og Moderna). Resultaterne viser også at der opnås meget høje antistof-niveauer ved selv små dosering af vaccinekandidaten i forsøgspersoner, samt at man i tredje forsøgsfase vil afprøve doser helt ned mod en femtedel af den laveste dosering benyttet i fase 1.